# 南音 (雜誌)
南音是1930年代日屬台灣的文學雜誌，為半月刊，由黃春成、張星建主編的白話文文學刊物，共出十二期，第九號與第十號合併。由於第九、十、十二號刊登反日作品，遭到台灣總督府查禁，所以實察上只出九期。該雜誌的同仁有賴和、葉榮鐘、陳逢源、郭秋生、黃得時等人士。

## 發刊詞
雜誌的發刊詞，由一位署名「奇」的成員所撰寫，以漢文書寫。發刊詞全文，收錄在李南衡主編的《日據下台灣新文學明集5：文獻資料選集》，也收錄在維基文獻。

## 代表創刊宗旨的詩
由一位署名為「慕」的人士以中國白話文書寫，這首詩原載於1932年1月1日《南音》創刊號上，充分表現這份刊物的創刊宗旨：「喧泄出大眾鬱鬱沈痛之情」、「訴說著大眾共同底慾求」、「流露著大眾烈熱的真誠」，這首詩的內容如下：

悠揚嘹喨

南國之音

是快樂之呼喊？

是痛苦之呻吟？

是不平之哀鳴？

是讚頌之雅什？

該不是有閑階級的荒淫之樂，

該不是頹廢者的無病呻吟，

也不該是肉麻的愛底氣息，

更不該是只應天上有的神秘之琴，

這應該是新時代努力的第一聲，

這應該喧泄出大眾鬱鬱沈痛之情，

從這裡訴說著大眾共同底欲求，

從這裡流露著大眾烈熱的真誠，

很洪亮、很悲壯

是活躍的心之諧鳴。

悠揚嘹喨

南國之音

這聲響我願它來，

啊醒那民眾的大夢沈沈；

我願它能夠鼓舞起，

大眾跑向新時代底雄心。

## 發起、主要活動
《南音》雜誌的發行機關「南音社」在1931年秋天成立，成立地點在台中莊垂勝家中，發起人有莊垂勝、葉榮鐘、賴和、張煥珪、張聘三、許文逵、周定山、郭秋生、黃春成、洪槱、陳逢源、吳春霖等十二人所組成。該社在雜誌上開闢「台灣話文」專欄，讓眾多作家討論台灣話文的問題，成為日治時期台灣鄉土文學論戰的大本營。除了討論台灣話文的文章，賴和、郭秋生等人也嘗試使用台灣話文創作。賴和的〈歸家〉、〈惹事〉，一吼(周定山)的〈老成黨〉，赤子寫的〈擦鞋匠〉等曾刊載在《南音》上。

## 原物收藏及復刻情況
使用「全國圖書書目資訊網」查尋，國立台灣大學圖書館收藏該雜誌，而國立台中圖書館、國立高雄第一科技大學圖書館、國立中央圖書館台灣分館，以及國立台灣師範大學圖書館，則收藏東方文化書局在1981年出版的復刻本。

## 評價
葉石濤《臺灣文學入門》書中，稱《南音》為「臺灣文學史上最有份量的一本文藝雜誌。」

## 相關研究

### 博碩士論文
使用「台灣博碩士論文知識加值系統」查詢，到2011年10月10日為止，己有一本博碩士論文專門以該雜誌為主要的研究對象。此外，還有一本碩士論文是在談論台灣日治時期外來思潮的譯介，而論文是以那些主要發行在台灣本島或是以台灣人為活動主體的11種文學雜誌作為檢視的對象，《南音》即是其中的一種。
- 張桂華，〈苦悶時代下的文學--一九三二年[南音]的文學訴求〉，國立成功大學歷史學系碩士論文，2000年。
- 鄧慧恩，〈日據時期外來思潮的譯介研究：以賴和、楊逵、張我軍為中心〉，清華大學台灣文學所碩士論文，2006年。

### 論文集論文
使用「台灣文史哲論文集篇目索引系統」查詢，到2011年10月10日為止，還沒有一篇論文以這種雜誌及其相關議題為研究對象。

### 期刊上的論文、評介文字
使用「台灣期刊論文索引系統」查詢，到2011年10月10日為止，已知的有：
- 橫路啟子，〈兼容並蓄的文學園地--《南音》簡介〉，2011年2月《文訊》。
- 李玉姬，〈日治時期臺灣新文學作家的漢文兒童文學作品--以《南音》、《台灣文藝》、《台灣新文學》和《台灣新民報》為探討內容〉，2010年8月《全國新書資訊月刊》。
- 卓佳賢，〈1930年代初期「大眾」概念發展研究--以《臺灣文學 (雜誌)》及《南音》為例〉，2010年1月《台灣文學評論》。

### 書籍
使用「全國圖書書目資訊網」查詢，到2011年10月10日為止，還沒有一本專門探討該雜誌及其相關議題的書籍出版上市。

## 相關詞條
- 雜誌同仁當中，較著名的人有：賴和、葉榮鐘、陳逢源、郭秋生、黃得時、莊垂勝等人士。